# Gordon Beck
Pour les articles homonymes, voir Beck.
Gordon Beck, né à Brixton en Londres le 16 septembre 1936 et mort le 6 novembre 2011, est un compositeur et pianiste (électrique, acoustique, synthétiseurs) britannique.

## Biographie
Son père joue du violon et lui fait donner, de douze à quinze ans, des cours de piano classique. Sa famille veut faire de lui un ingénieur mais il découvre le jazz et étudie George Shearing. En 1958, après un séjour au Canada, il est subjugué par Charlie Parker puis Bud Powell, Horace Silver, Horace Parlan, Red Garland et Bill Evans.
II débute à Londres en 1961. De 1962 à 1966, on l'entend en compagnie de Tony Kinsey (en) et Tubby Hayes, puis d'Annie Ross. En 1965, il forme son propre trio avec Jeff Clyne (b) et Tony Oxley (d) et accompagne Helen Merrill, Joe Henderson, Lee Konitz, au Ronnie Scott's. En 1967-68, il travaille beaucoup en studio, pour la télévision, la radio, etc. Il joue avec Phil Woods au sein de l'European Rhythm Machine (de 1969 à 1972). En 1973, après le retour de Woods aux États-Unis, Beck monte avec ses anciens partenaires Gyroscope (la formation survivra jusqu'en 1975), puis un trio où il remplace Clyne par Ron Mathewson. II enregistre avec John McLaughlin, et crée une compagnie d'édition de cassettes, Jaguar Cassettes, en association avec Howard Riley, John Taylor, John Walters et Don Weller. Après une brève collaboration avec Charles Tolliver, il participe au Piano Conclave, constitué par George Gruntz. II travaille et enregistre, à partir de 1975, en leader (notamment en compagnie du guitariste Allan Holdsworth) et accompagne aussi bien Gato Barbieri que Steve Grossman, Lena Home, Mel Tormé, Clark Terry, Daniel Humair ou Henri Texier.
En 1976, on l'entend dans le Major surgery de Weller. Puis il se produit en solo (1978). II tourne en Australie avec Holdsworth (1985), joue et enregistre avec Didier Lockwood, Gerry Mulligan, Billy Hart et Cecil McBee. C'est aussi de cette époque que date son association avec Helen Merrill. En 1991, en compagnie de Didier Lockwood, Dave Holland et Jack DeJohnette, il enregistre un hommage à Bill Evans. Beck est enseignant de jazz.
Beck se place sous le signe d'une multiplicité d'influences : Bud Powell, Bill Evans, Charlie Parker, Herbie Hancock Delius et Ravel mais aussi Phil Woods. Technicien brillant, doté d'un grand lyrisme, c'est un pianiste de climats, souvent très liquidions (ruissellements lyriques ou notes isolées à la manière du Debussy de la Cathédrale engloutie) mais faits aussi de courses virtuoses balayant tout le clavier selon une articulation très « churchy » : grandes envolées ascendantes avec accelerando-tout à fait classiques. De ce concertiste énergique jusque dans le plus déliquescent debussysme, ouvert à tous les mélanges à la mode, on appréciera la délicatesse au sein du duo qu'il forme avec Helen Merrill.

## Éléments de discographie
- The french connection  (1978)
- The things you see (avec Allan Holdsworth, 1979)
- New World (avec Didier Lockwood, 1979)
- Reasons  (1982)
- Piano Solo (1984)
- No tears no goodbyes  (avec Helen Merrill, 1984)
- With a heart in my song (avec Allan Holdsworth, 1988)
- None too soon (avec Allan Holdsworth, 1995)
- For Evans  (1991)
- Phil Woods/Gordon Beck

The complete concert "1996"